# Иванющенко, Юрий Владимирович
Юрий Владимирович Иванющенко (укр. Юрій Володимирович Іванющенко; род. 21 февраля 1959, Енакиево) — украинский бизнесмен. Народный депутат Украины VI и VII созывов. Член Партии регионов.
По версии украинского журнала «Корреспондент» в 2011 году занял 2-е место в топ-100 самых влиятельных украинцев.
По версии украинского журнала «Фокус» в 2012 году он занял 26 место в списке 200 самых влиятельных людей Украины, его состояние было оценено в $756 млн.; в 2013 году он переместился на 24 место в этом же рейтинге.

## Биография

### Ранние годы
Родился 21 февраля 1959 года в Енакиево, Сталинской (с 1961 года — Донецкой) области.
В 1978—1980 годах проходил службу в рядах Советской Армии.

### Образование
- 1974—1978 Енакиевский горный техникум
- В 2007 году завершил обучение в Бердянском университете экономики и менеджмента[6][7].

### Трудовая деятельность
В 1981—1996 годах мастер электромастерской, старший мастер, заместитель начальника цеха, заместитель главного энергетика, заместитель директора по экономике Енакиевского коксохимического завода, — который приобрёл в начале 1990-х годов.
В 1996—2005 годах директор по экономике, президент фирмы «Алви-Инвест».

В 2005—2007 годах президент ООО «УГК-2000»
В 2007—2012 годах народный депутат Украины VІ созыва от Партии регионов (№ 111 в избирательном списке). В парламенте появлялся очень редко.
С декабря 2012 по 2014 год народный депутат Украины VII созыва от Партии регионов (№ 24 в избирательном списке). Его включение в проходную часть партийного списка нардеп от Партии регионов Юрий Болдырев объяснил тем, что Иванющенко является спонсором партии.

### Политическая карьера
Входил в ближайшее окружение президента Украины Виктора Януковича.

## Обвинения
Украинские СМИ выдвигали разные обвинения в адрес Юрия Иванющенко. Но в 2017 году Апелляционный суд Киева рассмотрел жалобу адвокатов Юрия Иванющенко и признал недостоверными заявления депутата Верховной Рады Сергея Лещенко, озвученные в прямом эфире программы «Шустер Live», обязав его опровергнуть клеветнические инсинуации о причастности Юрия Иванющенко к подвозу «титушек» во время Евромайдана, а также к хищениям в госкорпорации «Укрспирт». Киевский апелляционный суд 30 ноября 2016 года постановил удовлетворить претензию Иванющенко к Сергею Лещенко о защите чести, достоинства и бизнес репутации.
Претензии Юрия Иванющенко к главному редактору портала «Цензор. НЕТ» Юрию Бутусову о защите чести, достоинства и деловой репутации были удовлетворены Апелляционным судом Киева 18 января 2017.

## Награды
В июле 2013 года был представлен к званию «почётный гражданин города Енакиево» за «весомый вклад в духовное и литературное развитие города Енакиево, активную общественную деятельность». Спонсировал любительский футбольный клуб «Славхлеб».

## Уголовное преследование
В конце января 2015 года Главным управлением по борьбе с организованной преступностью МВД Украины Иванющенко был объявлен в розыск. Генпрокуратура подозревает его в организации растраты чужого имущества и незаконном обогащении в особо крупных размерах по следующим статьям уголовного кодекса Украины:
- Ч.3 ст.27 (виды соучастников);
- Ч. 5 ст. 191 Уголовного кодекса (присвоение, растрата имущества в особо крупных размерах);
- Ч.3 ст.368 (принятие предложения, обещания или получения неправомерной выгоды должностным лицом).

Из поля зрения правоохранителей он исчез 15 декабря 2014 года. Глава министерства внутренних дел Арсен Аваков заявлял, что Иванющенко организовывал и финансировал «титушек», которые похищали, избивали и убивали активистов евромайдана.
12 декабря 2016 года Апелляционный суд Киева принял решение, что народный депутат от БПП Сергей Лещенко должен опровергнуть свои высказывания про бывшего депутата от Партии регионов Юрия Иванющенко, которого он обвинил в причастности к убийствам активистов Евромайдана.
В январе украинский суд наложил арест на принадлежащие Иванющенко денежные средства в сумме более 72 млн швейцарских франков, хранящиеся на его счетах в банках Швейцарии. Генеральная прокуратура арестовала его счета в банках Украины и автопарк, а для наложения ареста на денежные средства за рубежом были направлены запросы о международно-правовой помощи в Латвию, Монако и Швейцарию.
Депутат Верховной Рады Олег Недава, которого считают одним из защитников интересов Иванющенко, заявил что у следствия нет доказательств вины Юрия Иванющенко.
Суд, состоявшийся 26 января 2017 года, постановил оставить в силе решение суда Соломянского района от 27 января 2016 года, который принял положительное решение по делу о бездействии заместителя генерального прокурора Украины Столярчука на стадии досудебного расследования. Последнее решение коллегии Верховного суда обжалованию не подлежит.
27 января 2017 года, судебная коллегия палаты Верховного суда по уголовным делам Украины постановила удовлетворить жалобу Юрия Иванющенко по обвинению заместителя генерального прокурора Украины в бездействии на стадии досудебного расследования. Также суд постановил отказать заместителю генпрокурора Украины начать делопроизводство в отношении Ю. Иванющенко. То есть решение заместителя генерального прокурора начать дело в отношении Иванющенко было судом отклонено.
Киевский апелляционный суд принял решение первого января этого года оставить в силе постановление следственного судьи Печерского районного суда от 25 ноября 2016 год, который отменил ходатайство старшего следователя в отношении Иванющенко и оставил неудовлетворенной обращение прокурора Панчишина М. Я.
В прекращении уголовных дел и снятии санкций с Юрия Иванющенко огромную роль сыграл его бизнес-партнёр Григорий Суркис. Также содействие в прекращении дел против Иванющенко оказал экс-Глава Администрации президента Украины Борис Ложкин, который продвигал его интересы в президентском окружении.
Ещё одним доказательством незаинтересованности украинских властей в преследовании Юрия Иванющенко, может служить тот факт, что он дважды беспрепятственно посетил Украину несмотря на то, что пребывал в розыске.

## Активы
По различным данным, вместе с арестованными счетами и активами, состояние Юрия Иванющенко оценивается в более чем 200 миллионов евро. Около трети своего состояния Иванющенко пообещал высокопоставленным людям из окружения Президента Украины за решение вопроса о прекращении его уголовного преследования.
По его собственным словам, имеет официально 7-8 млн долларов на счету в банке и живёт на проценты.
В марте 2014 года правительство Швейцарии заморозило активы Юрия Иванющенко, наряду с 28 другими гражданами Украины имевшими отношение к власти.
Имеет долю в одесском рынке «Седьмой километр». В сентябре 2011 года приобрёл 50 % акций мариупольского Азовмаша. Также с ним связывали прекратившие деятельность в 2014 году украинские банки «Даниэль» и Промэкономбанк.
В феврале 2014 года были обнародованы снимки одного из самых больших особняков в Конча-Заспе, площадью 8 тыс. м2, расположенный на территории 35 га, который строил Юрий Иванющенко.

## Семья
Супруга — Ирина Владимировна, 1962 г.р., домохозяйка.
Сын — Арсен Иванющенко, 1991 г.р., играл во втором составе футбольной команды «Динамо» (Киев), совладелец компании «Евро Финанс», экс-акционер «Захидинкомбанка». Дочь — Яна Иванющенко, 1982 г.р., заняла 96 место из 100 в рейтинге самых влиятельных женщин Украины по версии журнала «Фокус» в 2011 году.
Младший сын — Давид, 2009 г.р.